# Cyriocosmus hoeferi
Cyriocosmus hoeferi – gatunek małego pająka z rodziny ptasznikowatych (Theraphosidae). Żyje w brazylijskiej Amazonii. Prowadzi nocny tryb życia.
Jest to mały pająk o czarnym ubarwieniu. Karapaks jasno obrzeżony, boki odwłoka posiadają jasne pasy, a przez środek odnóży przebiega jasny pas. Charakterystyczną cechą jest też czerwona plama na wierzchu odwłoka.
Nazwa pochodzi od dr. Huberta Höfera, który znalazł i sfotografował ten gatunek w lesie deszczowym niedaleko Manaus w Brazylii.